# Thutmosis IV.
Thutmosis IV., auch Djehutimes, war der achte altägyptische König (Pharao) der 18. Dynastie (Neues Reich). Er regierte etwa von 1397 bis 1388 v. Chr. (Helck: 1388–1379, Krauss: 1400–1390 v. Chr.)

## Weitere Namen

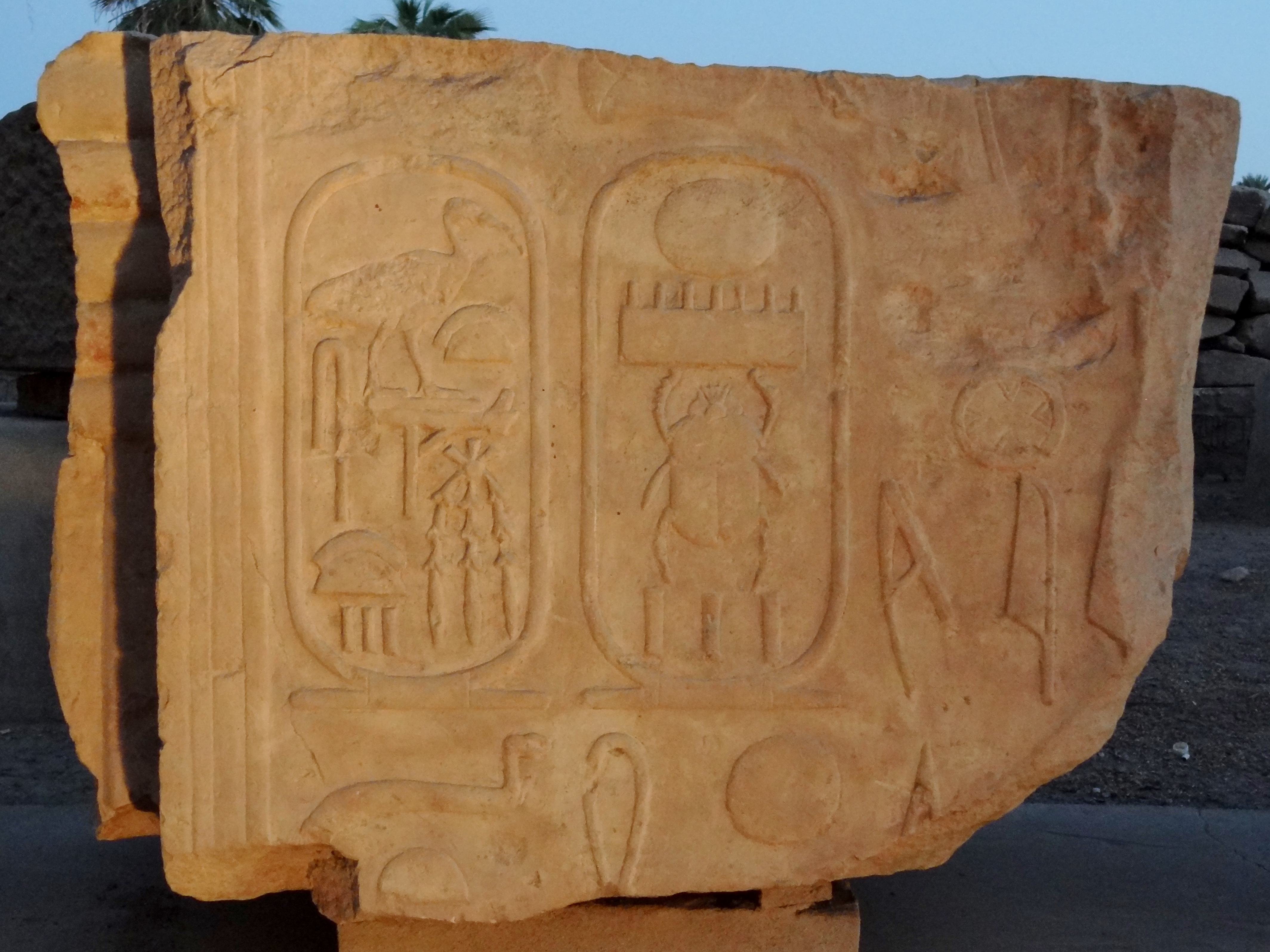
Thron- und Eigenname Thutmosis’ IV. (Lesung von rechts nach links)

- Horus-Name: Mit vollkommenen Erscheinungen (Variiert: Geliebt von Theben bzw. Sohn des Atum)
- Nebti-Name: Mit beständigem Königtum wie Atum, bzw. mit mächtigen Erscheinungen in allen Ländern
- Goldname: Mit reichlicher Schlagkraft, der die Neun Bogen zurückschlägt (Variiert : Mit beständigem [Königtum o. ä.] wie Harachte)
- Thronname: Men-cheperu-Re (Bleibend sind die Erscheinungsformen/Erscheinungen/Gestalten des Re). Dieser Name wurde gewählt, um auf seinen gleichnamigen Großvater Thutmosis III. anzuspielen. Dessen Thronname lautete Men-cheper-Re, was im Altägyptischen fast inhaltsgleich und auch in der Schreibweise nahezu identisch ist. Der kleine Unterschied besteht lediglich in der Schreibung von Einzahl und Mehrzahl von Cheper und Cheperu.
- Beiname: Von Re Erschaffener/Erwählter, Herrscher der Maat

## Familie
- Vater: Amenophis II.
- Mutter: Tiaa
- Geschwister: Amenhotep, Ahmose, Acheper[ka?]re, Aacheperura, Amenemopet, Chaemwaset, Nedjem, Ubensenu, Jaret[1]
- Söhne: Amenemhat, Amenophis III., Siatum[1]
- Töchter: Tiaa, Amenemopet, Tanetamun, Pyihia[1] Nubemtech (unsicher)

Zu Beginn seiner Regierung war Thutmosis mit Nefertari verheiratet, von der seine älteste Tochter Tiaa stammt. Etwa ab dem 7. Regierungsjahr heiratete er aus bisher unbekannten Gründen seine Schwester Jaret. Als Nebengemahlinnen bezeugt sind Mutemwia, die den Thronnachfolger Amenophis III. gebar, und eine mittanische Prinzessin.

## Herkunft
Pharao Thutmosis IV. war der Sohn von Amenophis II. und Tiaa. Mit der Nebenfrau Mutemwia hatte er den Sohn Amenophis III.
Nach der Traumstele war Thutmosis IV. vor seiner Thronbesteigung Kommandant der Wagenkämpfer in Memphis. Er legte sich nach einer Löwenjagd ermüdet in den Schatten des großen Sphinx von Gizeh. In einer Vision forderte ihn der Sonnengott Re auf, die Sphinx vom Wüstensand zu befreien. Dafür versprach er ihm die Königskronen. Kurz nach der Thronbesteigung erfüllte Thutmosis IV. die göttliche Bitte und er errichtete zwischen den Pranken der Sphinx die Traumstele, deren Inschriften aus seinem Leben berichten. Die Ägyptologin Christine El-Mahdy interpretiert die Traumtafel so, dass Re Thutmosis die Regentschaft versprach, und dass Thutmosis den Sphinx befreite, weil er sich als leiblichen Sohn des Sonnengottes sah (eine entgegen der allgemeinen Auffassung sehr unübliche Vorstellung im Alten Ägypten) und nur seine Pflicht gegenüber seinem Vater erfüllte. El-Mahdy sieht darin den Anfang einer persönlichen Beziehung der Königsfamilie zu einem Gott, die unter Amenophis III. ausgebaut wurde (stärkere Verehrung des Aton als Abbild der Sonnenscheibe) und unter Amenophis IV. (Echnaton) ihren Höhepunkt fand.

## Herrschaft
Über Thutmosis IV. ist wenig bekannt. Er übernahm die Regierung, als Ägypten auf dem Höhepunkt stand. Sein Großvater Thutmosis III. hatte die Grenzen weit nach Vorderasien ausgedehnt – auch der Vater Amenophis II. führte Kriege, um die Grenzen nach Mitanni und zu den Hethitern zu sichern. Im siebten/achten Jahr seiner Regierungszeit führte er die übliche Strafexpedition nach Nubien durch, auch ein Feldzug in den vorderasiatischen Raum ist belegt. Nachdem am 17. Peret IV (6. März 1388 v. Chr.) Thutmosis IV. gestorben war, folgte am 18. Peret IV die Thronbesteigung durch Amenophis III., der sich am 27. Schemu II (15. Mai) die Königskrönung anschloss.

### Innenpolitik
Politisch erwies sich Thutmosis IV. als sehr geschickt.
Seine Wesire waren Hepu, Ptah-hotep und Ptahmose, Vizekönig von Kusch war ein Mann namens Amenhotep.

### Heiratspolitik
Doch unter Thutmosis IV. wurden die Hethiter zur Bedrohung und Mitanni suchte Beziehungen zu Ägypten. Deshalb schloss der Pharao einen Bund mit König Artatama I. von Mitanni und heiratete dessen Tochter. Allerdings ist die Identität der Mutemwia mit dieser Tochter Artatamas nicht gesichert.
Der Sohn aus dieser Ehe sollte dann später sein Nachfolger Pharao Amenophis III. werden. Dies war eine Veränderung der Tradition, denn rechtmäßiger König war bisher nur der Sohn einer königlichen ägyptischen Frau geworden.

### Bautätigkeit
Die Bautätigkeiten von Thutmosis IV. sind im ganzen Reich nachweisbar. In seinem ersten Regierungsjahr ließ er zwischen den Füßen der wesentlich älteren Sphinx von Gizeh die Traumstele aufstellen und baute später am Tempel seiner Vorgänger im Reichsheiligtum von Karnak weiter. Wie seine Vorgänger errichtete er seinen Totentempel in Qurna und ließ im Tal der Könige sein Grab (KV43) anlegen.

### Rundplastik
Die Plastik Thutmosis IV. stellt entwicklungsgeschichtlich einen Übergang dar. War der Königstyp zunächst noch dem Schönheitsideal der frühen 18. Dynastie verpflichtet, so setzt Thutmosis IV. in seinen Abbildern neue Akzente. In der Physiognomie ist zu bemerken, dass sich der Augenaußenwinkel von der Mitte (vgl. Kairo EM CG 42080) zum oberen Rand entwickelt (vgl. Kairo EM JE 43611). Dadurch wird die Augenachse schräggestellt und es entstehen „Katzenaugen“. Sein Nachfolger Amenophis III. lässt die Augenpartie noch weiter mit breit aufgelegten Augenumrandungen ausgestalten.

## Grab
Das Grab von Thutmosis IV. (KV43) wurde 1903 von Howard Carter entdeckt, der zu dieser Zeit im Auftrag von Theodore M. Davis stand. Bereits in den Wirren der Nach-Amarna-Zeit war das Grab aufgebrochen und im 8. Jahr des Haremhab restauriert worden. Die Mumie von Thutmosis IV. hat man jedoch im Grab seines Vaters Amenophis II., KV35, gefunden. Dieses Grab diente als „Mumienversteck“, wohin viele Mumien in der 21. Dynastie zum Schutz vor Grabräubern gebracht worden waren.

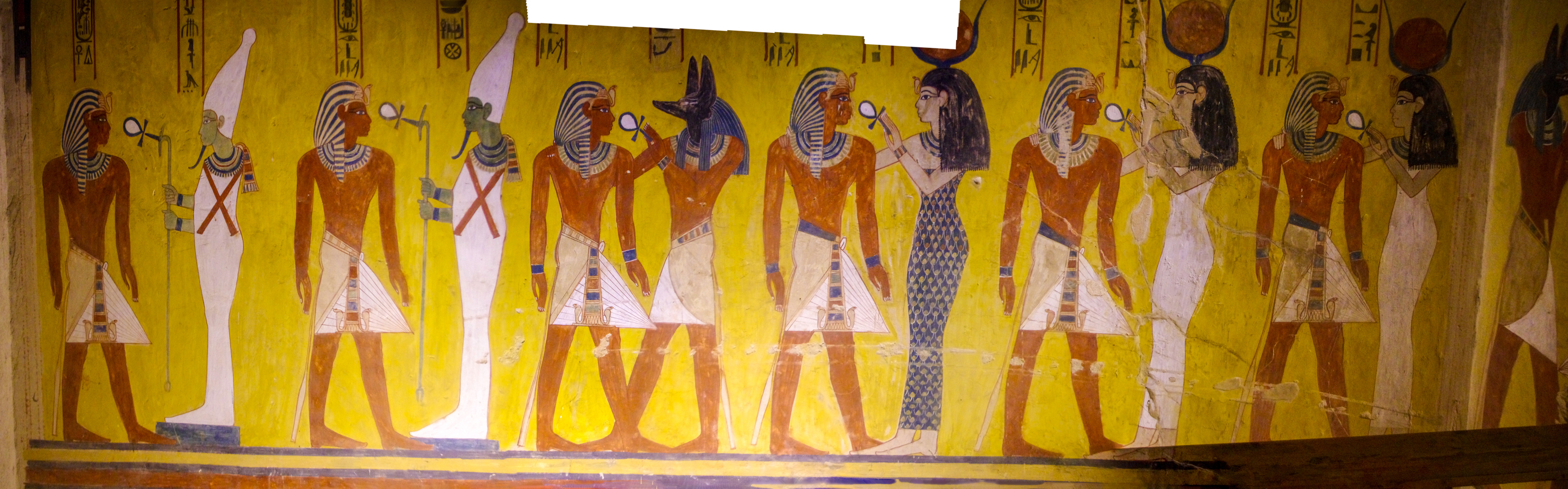
Wanddekorationen im Grab KV43
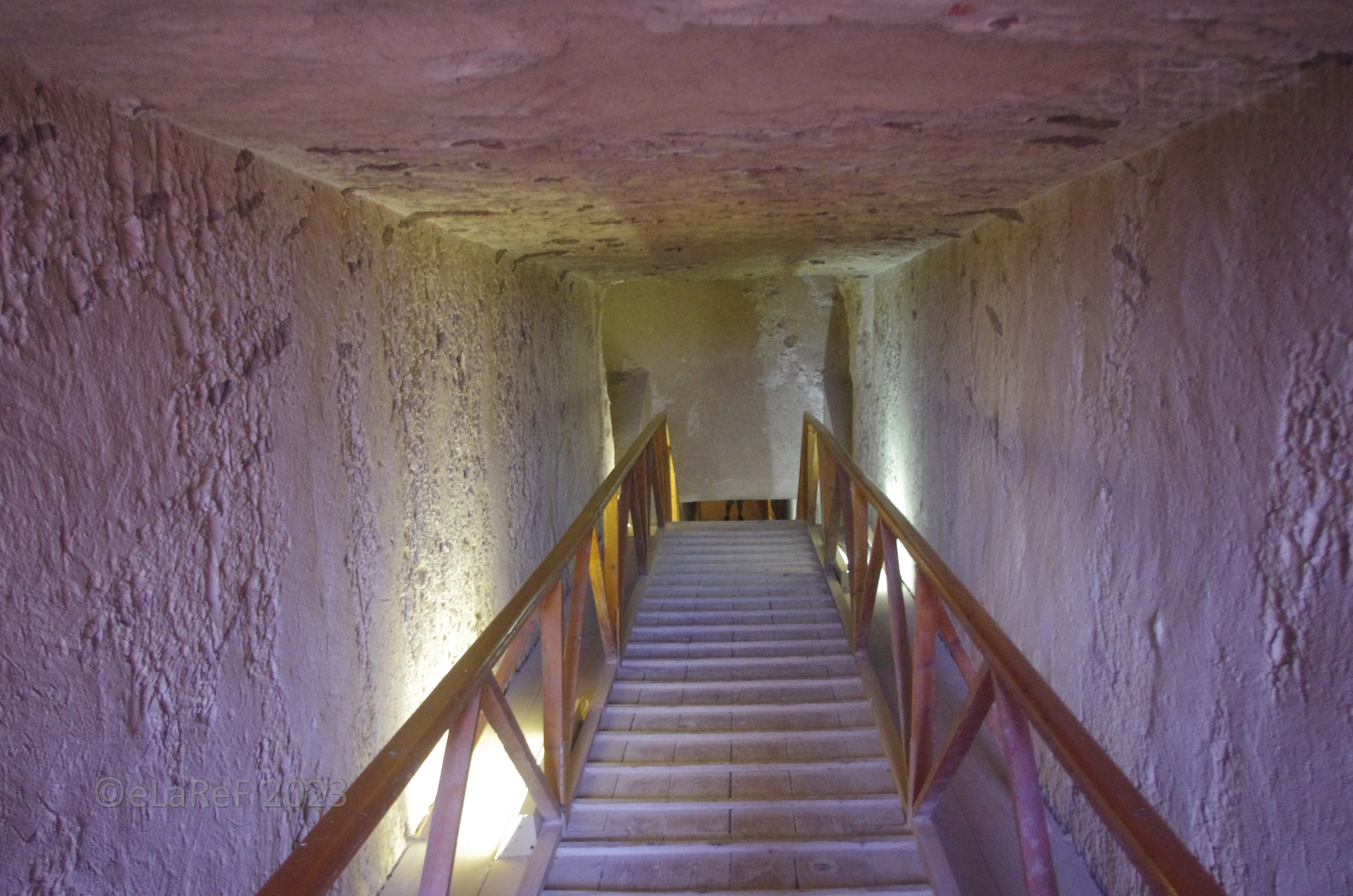
Korridor im Grab KV43
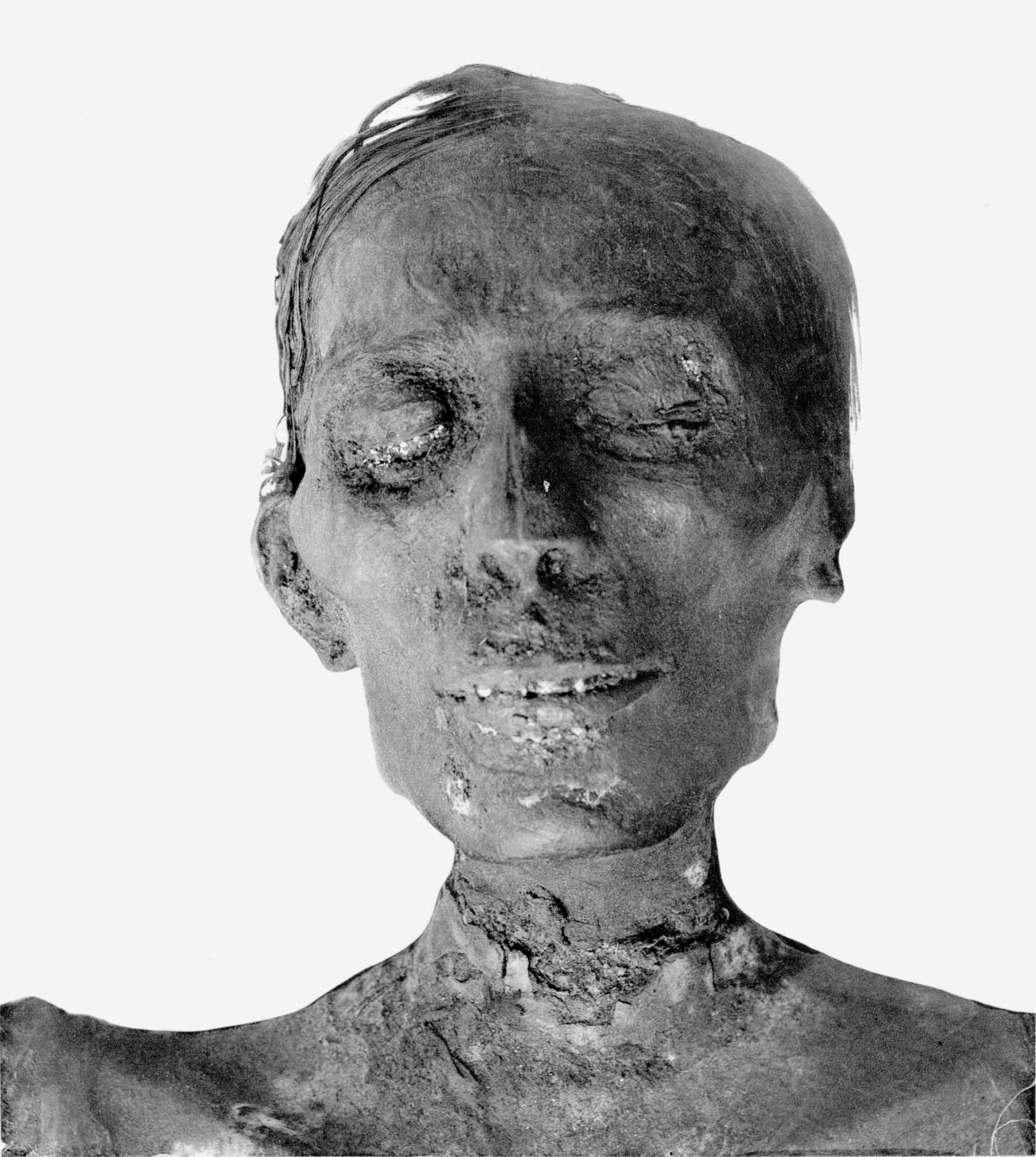
Kopf der Mumie von Thutmosis IV., Ägyptisches Museum Kairo (CG 61073)

Die Mumie von Thutmosis IV. befand sich mit der Inventar-Nr. CG 61073 im Ägyptischen Museum in Kairo. Sie war 1912 zusammen mit weiteren Mumien von Grafton Elliot Smith untersucht worden.
Bei der Goldenen Parade der Pharaonen wurde die Mumie in das Nationalmuseum der ägyptischen Zivilisation überführt.